# Сулковские
Сулковские (пол. Sułkowski) — польский дворянский и княжеский род герба Сулима.

## Происхождение и история рода
Возвышение рода началось с того, что шляхтич Станислав Сулковский женился на Эльжбете Жалевской и признал собственным её сына Александра Юзефа (1695—1762), рождённого, как думали, от связи с курфюрстом Августом Сильным.
Александр Юзеф вырос при королевском дворе (где числился пажом) и подружился со старшим сыном Августа Сильного, будущим Августом III. Он стал ближайшим советником наследника трона, а с 1733 года курфюрста Саксонии и короля Польши. В 1737 г. получил титул графа Священной Римской империи. В 1754 г. императрица Мария Терезия, как королева Богемии, возвела силезские владения Александра-Юзефа Сулковского с центром в Рыдзыне в статус княжества с правом передачи титула по наследству.
Ему наследовал старший сын Август Казимир (1729—1786), 2-й князь Бельско-Бялы и 1-й ординат на Рыдзыне (1762—1786), камергер королевский, писарь великий коронный (1764), комендант кадетского корпуса (1765—1768), шеф полка рыдзынской ординации, воевода гнезненский (1768—1775), калишский (1775—1778) и познанский (1778—1786), маршалок Постоянного Совета (1775—1776), генерал-лейтенант польской армии и староста новодворский.
Затем титул перешел к младшему сыну Александра Юзефа, Антонию (1735—1796) — польский государственный деятель, воевода гнезненский (1775—1786) и калишский (1786—1795), последний канцлер великий коронный (1793—1795), полковник польской армии (1757), генерал-лейтенант коронных войск (с 1762 года), шеф драгунского полка имени Потоцких и полка Рыдзынской ординации (1774), подкоморий (камергер) австрийского двора с 1765 года, староста сокольницкий.
Князь Антоний Павел (1785—1836) — польский военный деятель, 4-й ординат Сулковской ординации (1796—1836), полковник пехоты Варшавского герцогства (1807), бригадный генерал (1812), дивизионный генерал и генерал-адъютант (1815—1818). Княжеская линия пресеклась в 1909 году. По завещанию последнего князя его владения переходили под управление фонда Сулковских, который просуществовал до начала Второй мировой войны.
К дворянской линии Сулковских принадлежал Юзеф (1773—1798) — польский офицер, адъютант Наполеона Бонапарта.